# Listă a liderilor și oficialilor Partidului Nazist

### Lideri
| Nume             | Funcție                                                 | Poză |
| ---------------- | ------------------------------------------------------- | ---- |
| Adolf Hitler     | Fuhrer al Marelui Reich German                          |      |
| Joseph Goebbels  | Ministru al propagandei                                 |      |
| Heinrich Himmler | Lider al SS                                             |      |
| Hermann Goring   | comandatul aviației militare; vicecancelar al Germaniei |      |

Totusi, cel mai proeminent nazist a fost Hitler, care a condus Germania drept cancelar (= prim-ministru) între 30 ianuarie 1933 și până ce s-a sinucis la 30 aprilie 1945. El a împins Germania în Al Doilea Război Mondial și a fost responsabil pentru moartea a peste 20 de milioane de oameni precum și pentru Holocaust. 